# Кременчуцьке професійно-технічне училище № 26
Кременчу́цьке професі́йно-техні́чне учи́лище № 26 — навчальний заклад у Кременчуці.

## Історія та сучасність
У 1922 році для підготовки кваліфікованих робітників та трудової зайнятості підлітків, було створено 1-шу Кременчуцьку професійно-технічну школу механічного фаху.
При заводі шляхових машин у 1926 року було організовано школу фабрично-заводського учнівства. В школі було відкрито 4 групи, кількість яких склала 100 осіб.
У 1940 році було створено Державні трудові резерви, ФЗУ було перейменовано у РУ-2.
У серпні 1955 — РУ-2 було реорганізовано в ТУ-3.
1963 рік — ТУ-3 реорганізовано у міське ПТУ № 5.
У 1978 році МПТУ-5 реорганізовано у ТУ № 8.
У 1984 ТУ № 8 перейменовано у СПТУ № 26.

## Навчальна база
Училище має:
- 2 навчальних корпуси
- Спортзал
- Навчальні кабінети загальнотехнічних та загальноосвітьніх предметів
- Лабораторії пекарів та кухарів
- Навчальні майстерні:
  - електрогазозварювальників,
  - токарів
  - електромонтерів
  - кранівників
  - слюсарів
- Полігон для навчання кранівників
- Стадіон
- Бібліотека
- При училищі працює медичний пункт

## Освітня діяльність
Училище готує фахівців за професіями:
- Кухар. Кондитер.
- Пекар. Кондитер.
- Електрогазозварник. Електрозварник на автоматичних та напівавтоматичних машинах.
- Слюсар з механоскладальних робіт. Слюсар-ремонтник.
- Слюсар з ремонту колісних транспортних засобів. Слюсар з механоскладальних робіт.
- Слюсар з ремонту колісних транспортних засобів. Водій автотранспортних засобів (категорія "С")
- Машиніст крана (кранівник).
- Слюсар з ремонту колісних транспортних засобів.
- Верстатник широкого профілю.
- Контролер-касир.